# Piero Bartezzaghi
Piero Bartezzaghi, noto anche con gli pseudonimi di Duca d’Alba, Zanzibar e Vittuone (Vittuone, 18 novembre 1933 – Milano, 9 ottobre 1989), è stato un enigmista italiano, autore tra i più noti dell'enigmistica classica e famoso per i suoi cruciverba.

## Biografia
Pietro Bartezzaghi (noto come Piero) proveniva da una famiglia della provincia di Milano, figlio di un idraulico dipendente del Comune di Milano. Vive in un ambiente dialettofono e incontra la lingua italiana solo a scuola e sui libri presi in prestito da biblioteche ambulanti divenendone grande appassionato. A tredici anni decide di inviare un cruciverba da lui realizzato al popolare periodico illustrato La Domenica del Corriere, che lo pubblica indicando il nome dell'autore; pochi anni dopo, nel 1949, inizia la collaborazione, mai più interrotta, con La Settimana Enigmistica.
Divenuto nel frattempo perito chimico, trova un lavoro a Ferrara presso la Montecatini, ma mantenendo la collaborazione, a distanza, come enigmista per La Settimana Enigmistica, della quale diviene l'autore di punta e che nel 1960, dopo oltre dieci anni di fruttuosa collaborazione, gli propone un posto in pianta stabile nella redazione che accetta. Oltre che nell'attività di cruciverbista, Bartezzaghi sulla Settimana è anche attivo negli altri settori enigmistici, e si rivela maestro nella creazione di giochi crittografici e poetici; tutto questo sotto vari pseudonimi, i più noti dei quali sono Zanzibar, Duca d'Alba e Vittuone (il suo paese natio); tutto ciò che non è un cruciverba viene firmato sotto pseudonimo.
Piero Bartezzaghi diviene celeberrimo, e destinatario di numerose lettere dalle persone più varie. I più grandi aiuti di Bartezzaghi nel suo lavoro sono stati un dizionario di lingua italiana e le note enciclopedie Garzantine, tenuti sempre a portata di mano. Malato di tumore al cervello, lavora fino a due ore prima di morire, per scongiurare il suo terrore di perdere le facoltà mentali. Muore il 9 ottobre 1989, ma su La Settimana Enigmistica continuano a essere pubblicati suoi lavori inediti fino all'agosto 1990, quando nella composizione del Bartezzaghi lo sostituisce il figlio primogenito Alessandro, ovvero, sempre tra parentesi, (A. Bartezzaghi) e non più (P. Bartezzaghi). Viene sepolto a Milano nel Cimitero di Lambrate.
Dei suoi tre figli maschi avuti con la moglie Aldina, Alessandro ha seguito le orme paterne a La Settimana Enigmistica della quale è direttore, mentre Stefano è ludolinguista, saggista e collabora con la Repubblica, curando la rubrica "Lessico e Nuvole" e proponendo occasionalmente degli schemi di parole crociate per la testata; il terzo figlio Paolo è invece giornalista a La Gazzetta dello Sport.

## Il Bartezzaghi
Dotato di grande cultura universale e padronanza linguistica, oltre che di pignoleria e memoria eccezionale, a partire dagli anni cinquanta Bartezzaghi è il creatore di un raffinato e difficile cruciverba a schema libero pubblicato su La Settimana Enigmistica a pagina 41, semplicemente firmato tra parentesi come (P. Bartezzaghi), e altrettanto semplicemente conosciuto fra gli appassionati come Il Bartezzaghi. La popolarità di questo cruciverba, e soprattutto la sua difficoltà, finiscono presto col superare i confini specialistici dell'enigmistica; ad esempio, nel 1976, Piero Mazzarella aggiunge nella commedia di Aldo De Benedetti Due dozzine di rose scarlatte la battuta "Quel tale è più complicato del Bartezzaghi".
Nella sua opera Bartezzaghi si rivela altamente innovativo modernizzando, su indicazione del direttore Giorgio Sisini, il linguaggio dell’enigmistica; vi fa infatti entrare parole straniere, marchi commerciali, neologismi, fatti e note di attualità e politica; inoltre utilizza l’alfabeto a 26 lettere, scandalizzando i puristi della lingua italiana, per i quali le lettere devono essere indiscutibilmente le canoniche 21.

## Opere
I suoi componimenti enigmistici in versi si trovano raccolti in un libro del 1999, Quello che volevo, curato dalla sua famiglia.

## Riconoscimenti
- Nel comune natale di Vittuone, a Piero Bartezzaghi è stata dedicata una piazza, adibita a parcheggio[12].

## Impatto culturale
- Viene citato nella canzone Klaxon della gruppo musicale milanese Matrioska[13], contenuta nell'album La Prima Volta (2004).
- Viene nominato dai rapper Coez e Briga nel loro brano Torcida[14], contenuto nel mixtape Fenomeno di Coez.
- Viene citato da Giancane nel brano La stessa estate.
- Viene citato anche nel film Forever Young (2016) di Fausto Brizzi, in un dialogo sul finale tra Fabrizio Bentivoglio e Sabrina Ferilli.
- La traccia 7 dell'album Iddu 2 del rapper Armani Doc si intitola Bartezzaghi[15]. In un post su Instagram il rapper milanese spiega i motivi dietro il titolo[16].